# Mirror Mirror (canção de Solid Base)
Mirror Mirror é uma canção do grupo sueco-norueguês de eurodance Solid Base. Foi lançado em 1995 como terceiro single da banda e de seu álbum, Finally. A canção se tornou grande sucesso na Noruega, onde ficou em 6° lugar e recebendo certificação de ouro.

## Lista de Faixas
CD Maxi
1. "Mirror Mirror" (Radio Mix) - 3:19
2. "Mirror Mirror" (Dancefloor Dunka Dunka Mix) - 4:28
3. "Mirror Mirror" (Birch & Chris Club Mix) - 5:27
4. "Mirror Mirror" (Snipers Remix) - 5:05

## Desempenho nas tabelas musicais

### Tabela musical
| Tabela musical (1995) | Posição de pico |
| --------------------- | --------------- |
| Noruega - (VG-Lista)  | 6               |

## Ligações Externas
- "Videoclipe dessa música" no YouTube